# 아할비르
아할비르(스페인어: Ajalvir)는 스페인 마드리드 지방의 도시이자 지방 자치체로, 마드리드에서 북쪽으로 26km, 알칼라데에나레스에서 12km 정도 떨어진 곳에 위치하고 있다.
도시 이름은 아랍어인 "알자라위"(al-jalaoui)에서 따왔는데 이는 "고립된, 분리된"을 뜻한다.